# Georgsee
Der Georgsee (auch Dwerusee, englisch Lake George) ist ein See in Uganda. Er wurde zu ehren des britischen Königs George V. benannt. 

## Beschreibung
Er hat eine Fläche von 250 km² und liegt direkt auf dem Äquator. Er wurde ähnlich den anderen Seen im Bereich des Ostafrikanischen Grabenbruchs nach Mitgliedern der britischen Königsfamilie benannt, in diesem Fall König Georg V. Er hat über den Kazinga-Kanal einen Abfluss zum Eduardsee. Er hat eine maximale Länge von 23 km, eine maximale Breite von 18 km und einen Wasserinhalt 0,8 km³. Sein Einzugsgebiet umfasst 9000 km².
Die drei ugandischen Distrikte Kasese, Kamwenge und Rubirizi haben Anteil am See.

## Ökologie
Das Nordufer wird weitgehend von Feuchtgebieten eingenommen. Der See hat eine reiche Artenvielfalt, besonders in Bezug auf Vögel. Er ist daher Bestandteil des Queen-Elizabeth-Nationalparks.
Bei Kilembe in der Nähe des Sees liegen Kupferminen, deren mit Schwermetallen belastete Abwässer die Ökologie des auf Grund seines verhältnismäßig geringen Volumens empfindlichen Sees gefährden.

## Fauna
Der Georgsee teilt seine Fauna weitgehend mit dem Eduardsee. Beide Seen werden von 35 bis 40 Buntbarscharten bewohnt, von denen alle bis auf fünf endemisch sind, d. h., sie kommen nur hier vor. Neben den Buntbarschen kommen 27 weitere Fischarten vor. Von diesen sind nur zwei endemisch. Alle nichtendemischen Fische kommen auch im Nil und seinen Nebenflüssen vor.
Unter den wirbellosen Tieren wurden zwei endemische Weichtierarten und zwei endemische Weichtierunterarten entdeckt. Die nichtendemische Weichtierfauna kommt auch im Semliki, im Weißen Nil, im Victoriasee, im Albertsee und im Turkana-See vor.